# Джоан Маррей (парашутистка)
Джоан Маррей (англ. Joan Murray; нар. 1955 року) — американська працівниця банку та парашутистка, яка пережила падіння з висоти 4400 метрів (14 500 футів).
Джоан Маррей жила у Шарлотті, штат Північна Кароліна, працювала у Банку Америки. Вона почала займатися парашутизмом із колегою з банку і мала досвід 35 успішних стрибків. 25 вересня 1999 року вона стрибнула з висоти 4400 метрів. Її основний парашут не відкрився, і хоча її резервний парашут відкрився на відстані приблизно 200 метрів (700 футів), вона втратила контроль, і він швидко здувся. Швидкість, з якою жінка наближалася до поверхні землі становила майже 129 кілометрів (80 миль) на годину. Джоан впала на гніздо мурашок роду Solenopsis, укуси деяких видів якого викликають у людини пекучі подразнення шкіри і в побуті називаються «вогняними мурашками» (англ. fire ants). Жінка зазнала серйозних травм, сильно забивши праву частину тіла, від удару вилетіли пломби з зубів. Але вона ще була напівпритомна, мурашник пом'якшив приземлення. Лікарі вважають, що шок від понад 200 укусів мурах змусив її серце битися достатньо довго, щоб її встигли врятувати й стабілізувати.
Її відвезли до медичного центру «Каролінас», де їй зробили 20 реконструктивних операцій та 17 переливань крові. Перші два тижні Джоан пробула в комі, але вже через шість тижнів її виписали.
В інтерв'ю Джоан Маррей зазначила:
|  | Іноді ми не цінуємо життя. Я ж дійсно насолоджуюся тим, що взуваюся вранці Оригінальний текст (англ.) Sometimes we take life for granted. I truly have fun putting shoes on in the morning |

Вона продовжила роботу в Банку Америки після падіння, відмовившись від виходу на пенсію через втрату працездатності у липні 2000 року. Після фізичної реабілітації Джоан здійснила свій 37-ий стрибок з парашутом у 2001 році.

## Виноски
1. 1 2 3 4 5  Christina Cheakalos; Richard Jerome; Samantha Miller (25 липня 2002). Beating the Odds — Meet Seven Lucky Americans Who Know What It's Like to Come Back from the Brink. people.com. Архів оригіналу за 14 вересня 2016. Процитовано 13 квітня 2020.
2. 1 2 3 4 5  Rothaker, Rick (5 серпня 2002). Skydive Survivor is in "People". Star-News. Архів оригіналу за 12 липня 2020. Процитовано 10 червня 2013.
3. ↑  Skydiving fail - how did Joan Murray survive a 14,500 ft fall explained by Dr. Chris Raynor (англ.) . 18.01.2020. Процитовано 13.04.2020.